# History and Theory
History and Theory es una revista académica de filosofía de la historia trimestral  revisada por pares publicada por Wiley-Blackwell en nombre de la  Universidad Wesleyana. La revista fue fundada en 1960 por George H. Nadel contando entre su comité editorial Raymond Aron, Isaiah Berlin, Maurice Mandelbaum, William Walsh y Morton White.
Su actual editor en jefe es Ethan Kleinberg (Universidad Wesleyana) y el comité editorial se encuentra liderado por Frank Ankersmit.
La revista edita cuatro números al año, el último corresponde a un número dedicado a un tema en especial elegido por los editores.
La revista se centra en el estudio filosófico de la historia, incluyendo la filosofía crítica de la historia, la filosofía especulativa de la historia, la historiografía, la  metodología, la teoría crítica, el tiempo histórico, la cultura y las disciplinas afines a la historia.
La revista está indexada en Scopus  y Web of Science.